# 마하라나 프라탑
마하라나 프라탑(Maharana Pratap) 또는 프라탑 싱 1세(Pratap Singh I, 1540년 5월 9일 ~ 1597년 1월 19일)는 시소디아 왕조 시기 메와르의 군주이다. 프라탑은 유격전을 통해 악바르 하의 무굴 제국의 팽창주의에 군사적으로 저항한 민족적 영웅이다.
메와르의 우다이 싱 2세에게서 태어났다.

## 문화
- 2013-2015년: 조다 악바르 (드라마) (Zee TV를 통해 방영)